# Vozes pela Ação Climática Justa
Vozes Pela Ação Climática Justa (VAC) ou  Voices for Just Climate Action (VCA), em inglês, é uma organização da sociedade civil (OSC) fundada em 2021 nos Países Baixos, e voltada para a defesa de direitos sociais, particularmente no que tange a criação de soluções para a crise climática por parte da sociedade civil, incluindo "mulheres, jovens, povos indígenas, camadas pobres urbanas, ativistas digitais, entre outros".

## Organização
A VAC é uma aliança global formada por quatro OSCs do hemisfério sul - Akina Mama wa Afrika (AMwA), Fundación Avina, Slum Dwellers International (SDI) e SouthSouthNorth (SSN) - e duas OSCs globais (Hivos e WWF-Holanda), financiada pelo programa "Power of Voices" do Ministério das Relações Exteriores da Holanda.
Em 2024, a VAC estava presente em sete países do Sul Global: Brasil, Bolívia, Indonésia, Paraguai, Quênia, Tunísia e Zâmbia.

### Brasil
No país desde 2021, a VAC é coordenada pela Fundación Avina, Hivos, Instituto Internacional de Educação do Brasil - IEB, WWF-Brasil e Fundo Casa Socioambiental.

## Objetivos
A VAC tem por objetivo "apoiar/promover, dar visibilidade e amplificar as vozes locais da Amazônia como protagonistas na construção de soluções climáticas eficazes, fomentando modos de vida que fortalecem a sociobiodiversidade para a garantia do bem-estar".
Em sua declaração de visão, a sociedade civil agiria como um agente de transformação e co-criação de soluções para a crise climática, através de três intervenções estratégicas:
- Reforço na capacidade de co-criação de soluções climáticas alternativas;[2]
- Definição da agenda da mudança climática através da divulgação de histórias;[2]
- Influência para que os fluxos políticos e financeiros atendam às soluções climáticas localmente.[2]

## Publicações
A organização publica uma revista digital em português, "Vozes", disponível em seu website.